# Chokdee Intharaluck
Chokdee Intharaluck (thailändisch โชคดี อินทรลักษณ์, * 5. März 1988) ist ein thailändischer Fußballspieler.

## Karriere
Chokdee Intharaluck spielte bis Ende 2014 beim Port FC. Wo er vorher gespielt hat, ist unbekannt. Der Verein aus der thailändischen Hauptstadt Bangkok spielte in der ersten Liga des Landes, der Thai Premier League. Für Port absolvierte er 2014 ein Erstligaspiel. Hier wurde er am 28. Spieltag (10. August 2014) im Auswärtsspiel gegen Buriram United in der 42. Minute für Predrag Sikimic eingewechselt. 2015 wechselte er zum Pattaya United FC. Der Verein aus Pattaya spielte in der zweiten Liga, der Thai Premier League Division 1. Ende 2015 wurde er mit den Dolphins Vizemeister und stieg in die erste Liga auf. Bis Juni 2017 stand er bei Pattaya unter Vertrag. Seit Juni 2017 ist er vertrags- und vereinslos.